# Elizabeth Irving
Dorothea Elizabeth Irving, Lady Brunner (14 avril 1904 - 9 janvier 2003) est une actrice britannique

## Biographie
Elizabeth Irving est la fille des acteurs Harry Brodribb Irving et Dorothea Baird, petite-fille de l'acteur de théâtre de l'époque victorienne Henry Irving. Son frère aîné est le décorateur-scénographe et directeur artistique Laurence Irving, qui fait une carrière à Hollywood. Elizabeth Irving est présidente de la Fédération nationale du Women's Institute (W.I.) et fondatrice du groupement Keep Britain Tidy.

## Premières années
Née au 1 Upper Woburn Place à Londres en 1904, Dorothea Elizabeth Irving est coutumière de se présenter sous son second prénom d'Elizabeth. Elle est éduquée chez elle puis à la South Hampstead High School (en) ; quand la famille part habiter Oxford en 1916, elle fréquente Oxford High School puis Wycombe Abbey School (en). Elle quitte l'école à 16 ans pour apprendre la comédie à Oxford et Londres. Elle débute sur scène à 12 ans dans The Bells (en), pièce dans laquelle son père a un rôle majeur. Ses premiers rôles en tant qu'adulte sont Titania dans Le Songe d'une nuit d'été, dans The Pretenders d'Henrik Ibsen et dans Trilby de George du Maurier. Elle a aussi un rôle dans le film muet de A. V. Bramble, Shirley (1922), adapté du roman éponyme de Charlotte Brontë.

## Vie privée
Elle épouse Felix Brunner, 3e baronnet (1897–1982), homme d'affaires et fils de John Brunner (2e baronnet) et de Lucy Marianne Vaughan Morgan, le 8 juillet 1926. Ils ont cinq fils. Après leur mariage, Elizabeth Irving abandonne la comédie et devient Lady Brunner en 1929 à la mort du père de son mari, le 2e baronnet. En 1937, ils achètent Greys Court dans l'Oxfordshire et font don de la maison au National Trust en 1969 tout en continuant à y vivre.

## Activités et vie sociale
En 1946, elle tient le bureau de juge de paix du comté d'Oxford. De 1951 à 1956, elle est présidente de la National Federation of Women's Institutes et fonde, en 1955, le groupement Keep Britain Tidy. À partir de 1966, elle est présidente du groupement pour 19 ans, après quoi elle en est son premier vice-président. Elle est nommée officier de l'ordre de l'Empire britannique (OBE) en 1964 pour son travail dans la campagne de Keep Britain Tidy. Elle est présidente du Groupement Féminin de Santé Publique pendant 10 ans à partir de 1966, et présidente du Henley and District Housing Trust. De 1968 à 1971 elle est membre du Conseil général consultatif de la BBC. Les édifices Brunner du Denman College (en), comme le Collège éducatif résidentiel pour adultes du Women's Institute, près d'Oxford, sont nommés en son honneur.
Elizabeth Lady Brunner est morte chez elle à Greys Court d'une crise cardiaque, dans le village de Rotherfield Greys, Oxfordshire, le 9 janvier 2003 à l'âge de 98 ans.
L'un de ses trois fils encore vivants est Hugo Brunner, chevalier de l'Ordre royal de Victoria, juge de paix, Lord-lieutenant de l'Oxfordshire. Entre 1996 et 2008, il rédige un récit qui couvrait l'enfance de sa mère jusqu'à ses débuts sur scène. Il le publie en 2010, avec un résumé de la fin de sa vie, sous le titre de Child of the Theatre (L'Enfant du théâtre) (Perpetua Press, Oxford).